# Haggada

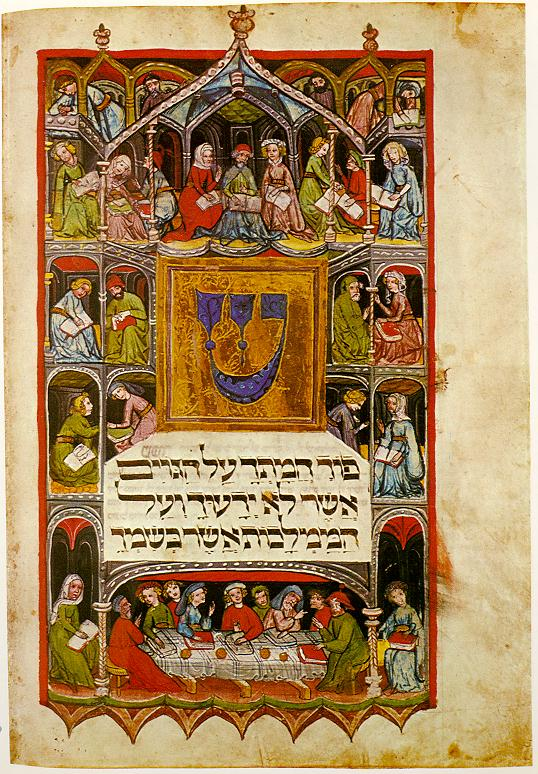
Haggada uit de 14e eeuw, Duitsland

De Haggada of Haĝada (Hebreeuws: הַגָּדָה; meervoud: haggadot) is een boek of boekje waaruit religieuze joden lezen tijdens de sederavond van het Pesachfeest. De naam betekent letterlijk 'vertelling' of 'het Verhaal' en is afgeleid van het Joodse gebod te vertellen over de exodus. De Haggada behandelt het verhaal van de Joodse slavernij in Egypte en de uittocht uit Egypte. Voor vele teksten bestaan bekende wijsjes (soms meerdere).
Het doel van de Haggada is het verhaal over de uittocht uit Egypte te vertellen aan kinderen.

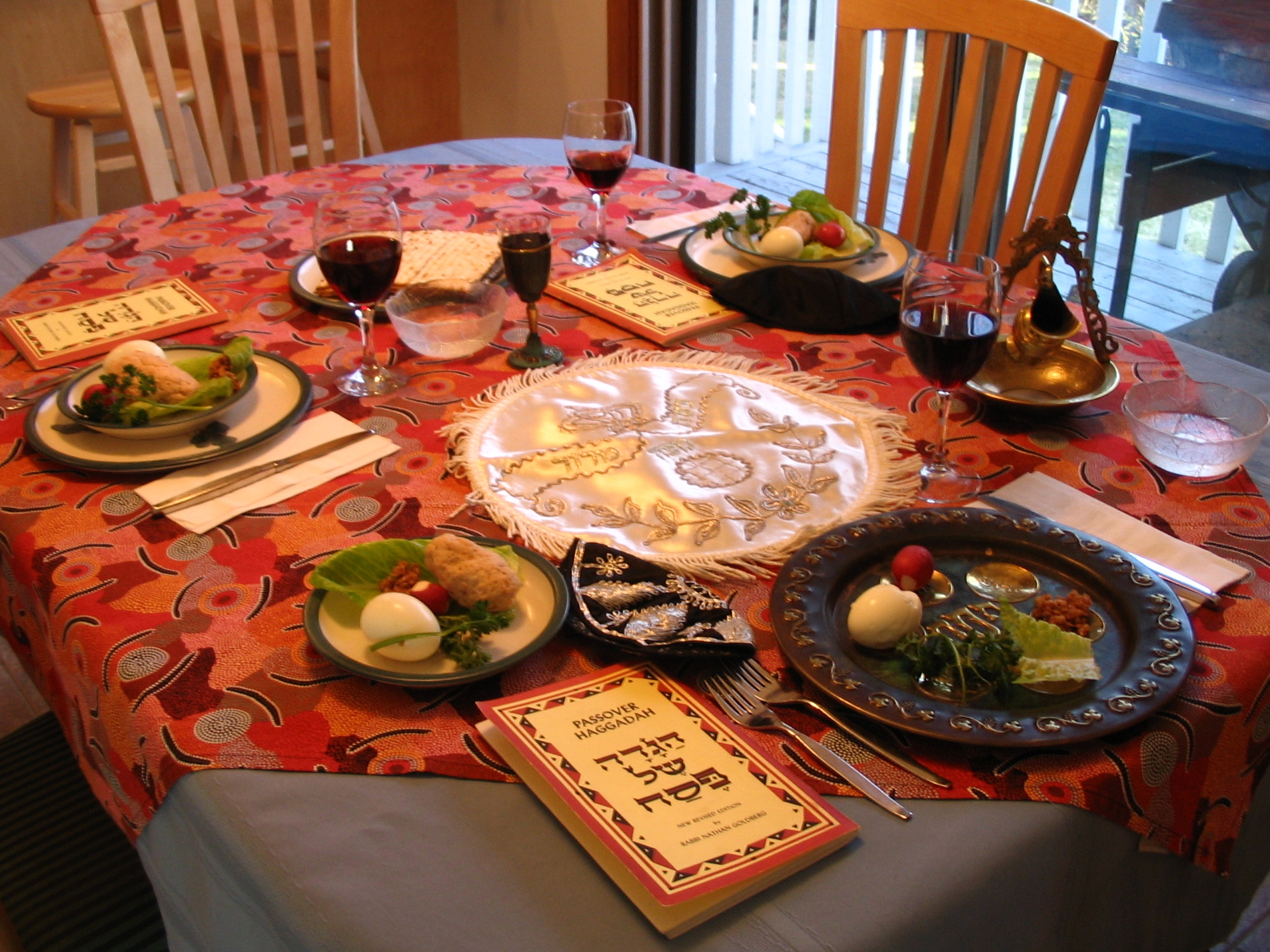
Sedertafel met bij elk bord een Haggada

De Haggada bevat ook de volgorde of orde (seder – סֵדֶר) van de gebruiken, die de grondslag vormt voor de hiervan afgeleide sederavond. Tevens wordt in de haggada uitleg gegeven over de symboliek van de gerechten van de sederavond, zoals het ongezuurde brood (matse), een symbolisch bot van een lam (gedenkende aan het paaslam dat in de tijd van de tempel werd geslacht), een ei, bittere kruiden (maror), zoete charoset en wat groente (karpas).
Veel gebruiken in de haggada zijn speciaal bestemd voor kinderen aangezien kinderen centraal staan bij het doorgeven van de traditie. In het Ma Nisjtana ('Waarin verschilt?') stelt het jongste kind dat tijdens de seder aanwezig is een aantal vragen over gebruiken die anders zijn op sederavond dan op andere avonden. Meestal worden deze zingend gesteld en beantwoord, want het Ma Nisjtana is een liedje. Vaak lezen ook kinderen de 'vier zonen' voor, ieder met een verschillend soort vraagstelling: de wijze, naïeve en kwade zoon en de zoon die nog geen vragen kan stellen. Verder wordt de afikoman, vaak door de kinderen verstopt, en pas na cadeautjes teruggegeven aan de sederleider, of de kinderen dienen de verstopte afikoman te vinden waarna ze als beloning cadeautjes krijgen.
Aan het eind van de haggada - althans in de Asjkenazische versies - staat een liturgisch gedicht over een geitje, Chad Gadja. Het is waarschijnlijk het oudste liedje dat speciaal voor kinderen is gemaakt, en in druk is overgeleverd. Chad Gadja is aangetroffen in haggadot uit de vijftiende en zestiende eeuw. Het is een liedje met een korte centrale zin, die telkens verlengd wordt. Mijn vader kocht een geitje (of lammetje). Het geitje werd opgegeten door de kat, de kat werd gebeten door de hond, de hond kreeg een klap van een stok, etc. Aan het eind komt God.
Er zijn zeer veel uitgaven van de haggada, meestal met vertaling en verklaringen en vaak ook met prachtige illustraties versierd.